# 마리아 이사벨 (가수)
마리아 이사벨(María Isabel, 1995년 1월 4일 ~ )은 스페인의 가수, 작곡가, 배우이다. 2004 주니어 유로비전 송 콘테스트 우승자로, 참가곡은 "Antes muerta que sencilla"(평범하느니 죽는게 나아)이었다.

## 음반 목록
- ¡No me toques las palmas que me conozco! (2004)
- Número 2 (2005)
- Capricornio (2006)
- Ángeles S.A. (2007)
- Los Lunnis con María Isabel (2009)
- De pie (2014)
- Yo decido (2015)